# Opel Ascona
O Ascona foi um modelo de porte médio da Opel. Em Portugal era vendido como 1604S ou 1904SR (consoante o motor, de 1600cc ou 1900cc) devido à consonância particular da palavra Ascona (o nome de um município perto de Locarno, na Suíça). A terceira geração (a foto representa um exemplar da primeira geração) foi a primeira com tração dianteira e estava disponível em versões de 2 ou 3 volumes (ou seja com mala tradicional ou porta traseira). Tinha diversas motorizações a gasolina e gasóleo. Foi lançada ainda uma versão denominada S/R, que dispunha de acessórios que tornavam o modelo mais desportivo. Esta versão foi produzida em pequena escala sendo que atualmente restam muito poucos destes exemplares.